# Distrito de Panfilov
El distrito de Panfilov (en kirguís: Панфилов району) es uno de los rayones (distrito) de la provincia de Chuy en Kirguistán. Tiene como capital la ciudad de Kaindy.
- Datos: Q878846